# 中条潮
中条 潮（ちゅうじょう うしお、1950年9月21日 - ）は、日本の交通経済学者。慶應義塾大学商学部教授。京都学園大学客員教授、専攻は、公共経済学・社会問題の経済学。 公共料金、交通問題等を中心に、公共・社会問題を経済学の視点から研究。スカイマーク株式会社設立に参加した。週刊東洋経済『エコノミックス』編集委員。京都府京都市出身。

## 経歴
- 1969年 同志社高等学校卒業[2]
- 1973年 慶應義塾大学商学部卒業
- 1975年 慶應義塾大学大学院商学研究科修士課程修了（商学修士）
- 1975年 慶應義塾大学商学部助手
- 1978年 慶應義塾大学大学院商学研究科博士課程単位取得退学
- 1981年 慶應義塾大学商学部助教授
- 1984年  オックスフォード大学客員研究員（1986年まで）
- 1989年 慶應義塾大学商学部学習指導副主任、国際センター学習指導主任
- 1992年 慶應義塾大学商学部教授、大学院商学研究科委員
- 1993年 慶應義塾大学商学部長補佐
- 1997年 慶應義塾大学商学部学習指導主任
- 2016年 京都学園大学経済経営学部客員教授
- 2018年 長野県立大学グローバルマネジメント学部教授
- 2020年 長野県立大学 副グローバルセンター長
- 2022年 公益財団法人アジア成長研究所（AGI）の客員教授

## 所属学会
- 日本交通学会
- 公益事業学会
- 航空政策研究会
- 日本交通政策研究会
- 国際観光学会
- 国際交通安全学会

## 公的な職務（過去のものを含む）
- 行政刷新会議 規制改革分科会 委員
- 内閣府 規制改革会議 委員
- 内閣府 規制改革・民間開放推進会議 委員
- 国土交通省 成長戦略会議 委員
- 国土交通省 社会資本整備審議会 道路部会 委員
- 公正取引委員会「政府規制と競争政策」研究会 会員
- 大蔵省財政総合研究所「日本経済の効率性と回復策に関する研究会」座長
- 情報通信総合研究所 地域通信研究会 座長
- 行政改革委員会 規制緩和小委員会 参与

## 著書

### 単著
- 『規制破壊―公共性の幻想を斬る』（東洋経済新報社、1995年）
- 『航空新時代』（ちくま新書、1996年）
- 『景気復活最後の切札―規制改革なくして日本再生なし』（小学館文庫、2000年）
- 『航空幻想 日本の空は変わったか』中央経済社 2012

### 共編著
- 『現代交通政策』藤井弥太郎共編 東京大学出版会 1992
- 『公共料金2000―21世紀の公共料金制度のありかた』編著（通商産業調査会、2000年）
- 『ITS産業・経済2001 クルマ社会のIT革命』監修 JSK・ITS産業動向調査研究会, 慶應大・一橋大ITS経済研究会編 経済産業調査会 2001
- 『現代交通政策 2　自由化時代の交通政策』藤井彌太郎監修 太田和博共編 東京大学出版会 2001
- 『挑戦日本再生 「公」と「私」の境界を超えて』竹内健蔵共編著 NTT出版 2008
- 『新・黒船の世紀 グローバル化時代の経済戦略』竹内健蔵共編著 NTT出版 2009

### 翻訳
- アン・グラハム『空港経営 民営化と国際化 要訳+解説』塩谷さやか共訳 中央経済社 2010

### 論文
- 『震災に流されないインフラ政策を』（「運輸と経済」、運輸調査局、2011年）
- 『航空・空港政策の転換なるか？』（「運輸政策研究」、運輸政策研究機構、2011年）
- 『航空政策・空港政策に関する誤解と疑問』（「運輸と経済」、運輸調査局、2011年）
- 『防災・危機管理における公の責任・民の責任』（「運輸と経済」、運輸調査局、2010年）
- 『求められる地方空港の自立』（「都市問題」、後藤・安田記念東京都市研究所、2010年）
- 『グローバリゼーション下のオープンなインフラ整備とアジア・オープンスカイ政策の課題』（「交通学研究」、日本交通学会、2008年）
- 『国際航空の自由化に向けて』（「三田商学研究」、慶應義塾大学、2007年）